# Loudetia simplex
Espèce
Synonymes
- Arundinella hildebrandtii Mez[1]
- Arundinella simplex (Nees) Roberty[1]
- Loudetia camerunensis (Stapf) C.E.Hubb.[1]
- Loudetia elegans A.Braun[1]
- Loudetia madagascariensis (Baker) Bosser[1]
- Loudetia simplex subsp. stipoides (Hack.) Bosser[1]
- Stipa madagascariensis Baker[1]
- Trichopteryx camerunensis Stapf[1]
- Trichopteryx elegans (A.Braun) Hack. ex Engl.[1]
- Trichopteryx gracilis Peter[1]
- Trichopteryx incompta Franch.[1]
- Trichopteryx kapiriensis De Wild.[1]
- Trichopteryx nigritiana Stapf[1]
- Trichopteryx simplex (Nees) Engl.[1]
- Tristachya elegans (A.Braun) A.Rich.[1]
- Tristachya simplex Nees[1] [2]

Loudetia simplex est une espèce de plantes monocotylédones de la famille des Poaceae, sous-famille des Panicoideae, originaire de l'Afrique tropicale.
Ce sont des plantes herbacées vivaces, cespiteuses, aux tiges (chaumes) dressées pouvant atteindre 150 cm de long, et aux inflorescence en panicules.

## Liste des sous-espèces
Selon Tropicos (20 décembre 2017) (Attention liste brute contenant possiblement des synonymes) :
- sous-espèce Loudetia simplex subsp. simplex
- sous-espèce Loudetia simplex subsp. stipoides Bosser